# Abadía de Nuestra Señora del Atlas
La Abadía de Nuestra Señora del Atlas es un monasterio trapense cisterciense, fundado el 7 de marzo de 1938 en Tibhirine, cerca de Medea, Argelia.
En 1996, siete monjes fueron secuestrados del monasterio durante la guerra civil argelina, y asesinados. A raíz de estos acontecimientos, los monjes cistercienses se retiraron a Marruecos, por primera vez en Fez, para luego trasladarse a Midelt en 2000. El monasterio de Nuestra Señora del Atlas se ha mantenido.
La película francesa De dioses y hombres, estrenada en 2010, narra los acontecimientos que condujeron a su asesinato.